# Gare de Kashiyama
La gare de Kashiyama  (樫山駅, Kashiyama-eki) est une gare ferroviaire localisée dans la ville d'Ono, dans la préfecture de Hyōgo au Japon. La gare est exploitée par la compagnie Kobe Electric Railway sur la ligne Ao.

## Disposition des quais
La gare de Kashiyama est une gare disposant de deux quais et de deux voies.

| N° de voie  | Ligne | Direction   |
| ----------- | ----- | ----------- |
| Côté gare   | ▆ Ao  | Ao/Kakogawa |
| Côté opposé | ▆ Ao  | Suzurandai  |

## Gares/Stations adjacentes
| Kobe Electric Railway |          |                    |          |                      |
| Direction Ao          | Ligne Ao | Ligne Ao           | Ligne Ao | Direction Suzurandai |
| Ichiba KB56           |          | Express 急行       |          | Ōmura KB54           |
| Ichiba KB56           |          | Semi-Express 準急  |          | Ōmura KB54           |
| Ichiba KB56           |          | Rapid Service 快速 |          | Ōmura KB54           |
| Ichiba KB56           |          | Local 普通         |          | Ōmura KB54           |